# Přezkumné řízení
Přezkumné řízení je dozorčí institut ve správním řízení, ve kterém správní orgány z úřední povinnosti přezkoumávají pravomocná či i jen předběžně vykonatelná rozhodnutí, jestliže lze pochybovat o tom, že byla vydána v souladu s právními předpisy. Stejně tak lze přezkoumávat závazná stanoviska, veřejnoprávní smlouvy a opatření obecné povahy.

## Obecné přezkumné řízení podle správního řádu
Obecná úprava přezkumného řízení je ve správním řádu, takže se použije vždy, ledaže by speciální právní předpis stanovil jinak. Vzhledem k tomu, že jde o prostředek úředního dozoru, není na jeho uplatnění právní nárok a účastník řízení nebo jiný dotčený správní orgán může dát k jeho provedení správnímu orgánu pouze podnět (za takový podnět je možné považovat i opožděné nebo nepřípustné odvolání). Nelze přezkoumávat rozhodnutí, kterými byl udělen souhlas k občanskoprávnímu, obchodněprávnímu nebo pracovněprávnímu úkonu nebo kterým byl povolen vklad práva k nemovitosti evidované v katastru nemovitostí, anebo jestliže bylo rozhodnuto ve věci osobního stavu a žadatel nabyl práv v dobré víře. Logicky také nelze přezkoumávat rozhodnutí z přezkumného řízení.

### Postup v přezkumném řízení
V případě podání podnětu účastníkem řízení je možné místo přezkumného řízení postupovat podle institutu autoremedury, tzn. sám správní orgán, který vadné rozhodnutí vydal, může tomuto účastníkovi plně vyhovět a např. dané rozhodnutí zrušit nebo jej změnit. Naopak samo přezkumné řízení může být autoremedurou, pokud účastník řízení rozhodnutí napadl žalobou ve správním soudnictví. Pak správní soud může soudní řízení přerušit a správní orgán, který napadané rozhodnutí vydal, jej může v rámci přezkumného řízení sám, i když se souhlasem svého nadřízeného správního orgánu, zrušit, případně změnit.
Přezkumné řízení jinak vede vždy správní orgán, který je instančně nadřízen správnímu orgánu, který dané rozhodnutí vydal, přičemž je musí zahájit do 2 měsíců ode dne, kdy se o důvodnosti tohoto řízení dozvěděl. Vždy však nejpozději do 1 roku od právní moci rozhodnutí, později již přezkumné řízení zahájit nelze a je nejvýše možné využít mimořádných opravných prostředků (v případě opatření obecné povahy snesení o zahájení přezkumného řízení lze vydat do 1 roku od účinnosti opatření (§ 174 odst. 2 spr.ř.) a veřejnoprávní smlouvy zcela bez tohoto omezení).
Rozhodnout je třeba nejpozději do 15 měsíců od právní moci přezkoumávaného rozhodnutí, a to tak, že buď:
- přezkumné řízení se zastaví, jestliže k porušení právního předpisu nedošlo,
- protiprávní rozhodnutí se zruší,
- protiprávní rozhodnutí se změní,
- protiprávní rozhodnutí se zruší a věc se se závazným právním názorem vrátí původnímu správnímu orgánu k novému projednání.

Při rozhodování má správní orgán šetřit práva nabytá v dobré víře a posuzovat možné újmy, které by mohly vzniknout. Pokud by např. došel k závěru, že dané rozhodnutí sice bylo vydáno v rozporu s právními předpisy, ale jeho zrušením nebo změnou by účastníkovi řízení, který z něj nabyl práva v dobré víře, vznikla újma, která by byla ve zjevném nepoměru s jinou újmou, pak musí řízení zastavit. Navíc je během přezkumného řízení možné, jestliže by hrozila vážná újma, pozastavit vykonatelnost nebo jiné právní účinky přezkoumávaného rozhodnutí.

### Zkrácené přezkumné řízení
Kromě klasického přezkumného řízení je možné realizovat i přezkumné řízení zkrácené, jestliže je porušení právního předpisu zjevné už ze spisu a není potřeba vysvětlení účastníků řízení. V takovém případě se dokazování neprovádí a správní orgán rovnou vadné rozhodnutí zruší nebo změní, případně zruší a věc vrátí k došetření.

### Účinky rozhodnutí v přezkumném řízení
Správní orgán, který v přezkumném řízení vydá rozhodnutí, v něm zároveň zároveň určí, jaké bude mít účinky, protože tyto mohou nastat jak ex tunc (od právní moci nebo předběžné vykonatelnosti přezkoumávaného rozhodnutí), tak ex nunc (od právní moci nebo předběžné vykonatelnosti rozhodnutí v přezkumném řízení). Jestliže přezkoumávaným rozhodnutím byla uložena povinnost, pak je určí ex tunc, jestliže jím bylo naopak přiznáno právo, určí je ex nunc (ledaže bylo vydáno na základě nesprávných či neúplných žadatelových údajů, pak také ex tunc).
Rozhodnutí vydané v přezkumném řízení je svou povahou prvoinstanční, takže je lze napadnout odvoláním nebo rozkladem.

## Speciální přezkumná řízení

### Schopnost vykonávat vojenskou službu
Při přezkumném řízení podle branného zákona se na základě závažných změn zdravotního stavu posuzuje schopnost vojáků v činné službě i v záloze vykonávat vojenskou činnou službu. Vojáci v záloze se k němu povolávají povolávacím rozkazem. Přezkumné řízení tohoto typu je realizováno jen ve formě lékařské prohlídky a provádějí je tříčlenné přezkumné komise u vojenských nemocnic a u Ústavu leteckého zdravotnictví, složené výhradně z vojenských lékařů.
Podle výsledků lékařské prohlídky pak přezkumná komise stanoví stupeň zdravotní způsobilosti a následně rozhodne o schopnosti vojáka vykonávat vojenskou činnou službu. Pokud bude rozhodnuto o neschopnosti vykonávat takovou službu, právní mocí rozhodnutí branná povinnost zanikne.
Odvolání proti přezkumnému rozhodnutí nemá odkladný účinek a rozhoduje o něm u Ministerstva obrany tříčlenná vyšší přezkumná komise, opět složená jen z vojenských lékařů. Ta napadené rozhodnutí buď potvrdí, nebo změní. Proti takovému rozhodnutí se již odvolat nelze.

### Služební poměr příslušníků bezpečnostních sborů
Rozhodnutí ve věcech služebního poměru příslušníků bezpečnostních sborů (Policie ČR, Hasičský záchranný sbor, Celní správa, Vězeňská služba, Bezpečnostní informační služba a Úřad pro zahraniční styky a informace) může na základě zákona č. 361/2003 Sb. přezkoumat příslušný rezortní ministr (u BIS vládou určený ministr), pokud se účastník řízení, případně i rozhodující služební funkcionář, domnívá, že je v rozporu s právními předpisy.
Řízení je možné zahájit nejpozději do 4 let ode dne právní moci přezkoumávaného rozhodnutí a rozhodnutí je nutné vydat nejpozději do 5 let. Podobně jako u obecného přezkumného řízení je toto buď zastaveno, jestliže ministr rozpor s právními předpisy nenalezne, nebo je vydáno rozhodnutí o změně či zrušení přezkoumávaného rozhodnutí (s případným vrácením zpět rozhodujícímu služebnímu funkcionáři). Proti rozhodnutí ministra v přezkumném řízení je možné použít rozklad.
Mimo toto přezkumné řízení je stejně jako u obecného přezkumného řízení možno postupovat cestou autoremedury, kdy služební funkcionář, který rozhodnutí vydal, může plně vyhovět podnětu účastníka řízení a dané rozhodnutí buď zrušit nebo změnit. Takové rozhodnutí je pak bráno za nové v prvním stupni a je tedy možné se proti němu odvolat.

### Soudní rehabilitace
Toto přezkumné řízení je již součástí právní historie. Navíc je výjimečné, protože svou povahou spadá spíše do oblasti práva trestního, než do práva správního.
Zákonem č. 119/1990 Sb., o soudní rehabilitaci, mělo dojít k nápravě nezákonností v oblasti trestní justice, které se děly za doby komunistického režimu v Československu. Pro tento účel daný zákon mj. stanovil přezkumné řízení vůči vyjmenovaným politickým zločinům, trestným činům, přečinům nebo přestupkům, spáchaným po 5. květnu 1945, za které padl v době od 25. února 1948 do 1. ledna 1990 odsuzující rozsudek. Přezkumné řízení mohlo být zahájeno od 1. července 1990 nejpozději do 1. července 1993 a návrh na jeho zahájení mohl podat nejen nespravedlivě odsouzený, ale i jeho příbuzný nebo jiné osoby, jejíž práva či právem chráněné zájmy byly rozhodnutím dotčeny, případně prokurátor. Z důvodu naplnění účelu zákona platilo, že řízení nebránila smrt odsouzeného a jeho úmrtí nemohlo navíc zapříčinit zastavení případně obnoveného trestního stíhání.
Přezkumným soudem byl ten, který ve věci původně rozhodoval v prvním stupni. Pokud už neexistoval, tak ten, v jehož obvodu měl bývalý soud sídlo, v případě bývalého Státního soudu pak krajský soud. Rozhodoval zásadně ve veřejném zasedání a jestliže zjistil, že přezkoumávané rozhodnutí je vadné (zejména z důvodů podvržených nebo zfalšovaných důkazů, vynuceného doznání, státem vyprovokovaného jednání odsouzeného nebo zcela nepřiměřeného uloženého trestu) rozhodnutí zcela nebo částečně zrušil a spolu s ním i všechna obsahově navazující rozhodnutí. Jinak návrh jako nedůvodný zamítl. Po právní moci zrušujícího rozhodnutí pak pokračoval v trestním řízení na podkladě původní obžaloby a nově rozhodl.